# 奈良教育大学附属中学校
奈良教育大学附属中学校（ならきょういくだいがくふぞくちゅうがっこう 英: Junior High School, Nara University of Education）は、奈良県奈良市に所在する国立中学校。略称は附中（ふちゅう）。

## 概要
国立大学法人奈良教育大学の附属学校であり、男女共学。奈良教育大学と同様にユネスコスクールの加盟承認を受けている。
校風は自由が特徴であり、基本的に教師は生徒の意見を尊重している。
本校（通常学級）は、奈良市法蓮町の佐保田町に位置する。周辺は自然環境が豊かで、比較的静かである。敷地内に古墳も有する。校庭は一周約200メートル。
通常学級（1 ～ 4組）と特別支援学級（5組）とで校地が異なる。特別支援学級は、奈良市高畑町の奈良教育大学高畑キャンパス内にある。奈良教育大学附属小学校の特別支援学級とともに設置されている。

### 入学
入学試験は算数・国語・理科・社会の4教科に加え、面接が行われる。受験料は国庫納入費として5000円。試験日程は一日で、翌日に合格者発表が行われる。合格者数は男女あわせて約130名。最終的な入学者は、上述の方式で入った外部生と、附属小学校からの持ち上がりがほぼ同じ比率で形成される。
3日目の入学説明会で新入生は校歌を練習する。また、その際「入学生の言葉」を担当する男女数名が立候補し、入学式で自らの志などを発表する。

## 沿革

### 年表
- 1947年（昭和22年）4月1日 - 奈良師範学校附属中学校として創設[3]。
- 1949年（昭和24年）5月31日 - 奈良学芸大学奈良師範学校附属中学校と改称[3]。
- 1951年（昭和26年）4月1日 - 奈良学芸大学附属中学校と改称[3]。
- 1965年（昭和40年）4月1日 - 大学構内に特殊学級を設置[3]。
- 1966年（昭和41年）4月1日 - 奈良教育大学附属中学校と改称[3]。
- 1972年（昭和47年）6月1日 - 奈良教育大学教育学部附属中学校と改称[3]。
- 1973年（昭和48年）4月1日 - 特殊学級を障害児学級と改称[3]。
- 2004年（平成16年）4月1日 - 国立大学法人奈良教育大学附属中学校となる[3]。
- 2008年（平成20年）7月4日 - ユネスコスクールに加盟[3]。
- 2009年（平成21年）12月 - 特別支援学級の新校舎（大学構内）が竣工[3]。

## 学校行事
入学式
年度最初の行事である。生徒会が中心となって進行する。
クラブ紹介
2007年度から始まった。生徒会が主催し、各クラブが練習風景や各クラブの実績などを紹介し、一年や無所属の生徒を入りやすくするのが目的。入学式から数日後に行われる。
スポーツデイ
奈良市にある鴻ノ池陸上競技場を借り切って行われる体育祭。毎年6月ごろ開かれ、クラス対抗、全クラス対抗（1年、2年、3年の1組対1年、2年、3年の2組など）で争う。前述の陸上競技場が使用できない場合、親の奈良教育大学の運動場を借りることもある。
文化のつどい
多くの学校で言うところの「文化祭」。文化部（専門部）と生徒会が中心となり進める。毎年9月頃に開かれる。音楽部の演奏に始まり、クラス単位でのステージ発表（1年 ＝ 合唱、3年 ＝ 演劇）展示発表（2年）が主である。展示発表は部活動での活動発表の場でもある。ステージ発表の幕間に希望者が個人又はグループでステージ発表をする。これを「有志発表」と呼んでいる。生徒は2か月以上前から準備を重ね、クラスの団結を高める。放課後に残って練習をしたり、時には朝練もしたりと、非常に熱心になる時期でもある。
2020年度・21年度は新型コロナウイルスの影響で開催を中止していたが、2022年度は装いを新たにして「文化の森」としてリニューアル開催されている。2023年度より「煌星祭」に名称が変更された。
奈良めぐり・京都めぐり
毎年4月下旬に1年生が平城宮跡周辺を、11月頃には１・2年生合同で複数のコースに分かれてフィールドワークを行う。12月上旬には3年生が京都市内を巡る。
2018年度までは、1年生では平城宮跡と東大寺周辺、2年生では法隆寺と京都西部、3年生では京都東部を巡っていた。
球技大会
各学年最後の行事。学年ごとにクラス対抗で球技を競う。種目は年によって異なり、保体部の企画で行われる。生徒はこれに備えて体育の授業中や放課後など自主的に練習を行う場合が多い。大会はとても白熱したものになる。
平和の集い
時期は年によって開きが大きい。毎年生徒会が企画し、国内、世界平和について皆で学ぶ。
卒業式
入学式同様生徒が毎年工夫を凝らす。毎年在校生が卒業生に言葉を送るが、これは生徒会および構内で入念に検討された後、何回も練習する。部活動での体験などもエピソードとして入れる。式で歌う歌も生徒が決め、大体その時期の流行歌の中から選ばれる。
2016年度より「在校生の歌」という全校生徒で作り上げた楽曲が卒業式で使用されていたが、現在は使用されていない。

## 生徒会活動・部活動など
運動系、文化系、および特別支援学級の部活動がある。

### 運動系
- 男子バドミントン部
- 女子バドミントン部
- 男子バスケットボール部
- 女子硬式テニス部
- 女子バレーボール部
- 男子ハンドボール部
- 女子ハンドボール部
- 陸上部
- 水泳部[5]

### 文化系
- 科学部 - ロボットに関する世界大会であるWRO（World Robot Olympiad）でAstroBoysというチーム名での優勝経験をもつ[6][7]。
- 裏山クラブ
- 音楽部
- 料理・手芸部
- 美術部
- ユネスコクラブ

### 特別支援学級
- 5組スポーツクラブ
- 5組レクレーションクラブ

## 基礎データ

### 所在地
- 通常学級：奈良県奈良市法蓮町2058番地2号
- 特別支援学級：奈良県奈良市高畑町 奈良教育大学内

### 象徴

#### 制服
生徒は登下校時に制服を着ることとされている。
- 男子 - 詰襟の学生服に白のカッターシャツ。黒の長ズボン。
- 女子 - 白の長袖ブラウスと濃紺のジャンパースカート。Vネックのセーター。

男女とも冬季にマフラーを着用してよい。なお靴下は中学生らしいものであれば基本的に自由である。
男女とも髪型は中学生らしいものと規定されており、明確な指定はない。
更衣時期は定められておらず、生徒の任意となっている。上靴は原則白色のものとする。
- 2024年度入学生よりブレザータイプの制服に変更予定。

## 通学区域

### 通常学級
下記区域内に保護者と同居しており、徒歩または公共交通機関を利用して、通学時間が1時間以内の者（乗り換えにかかる時間は含まず）が出願できる。
- 奈良県内
- 京都府
  - 山城通学圏

### 特別支援学級
下記区域内に保護者と同居しており、単独通学が可能で、徒歩または公共交通機関を利用して通学時間が1時間以内の者が出願できる。
- 奈良県（奈良市、生駒市、大和郡山市、天理市）

## 交通

### 通常学級（本校）
- 奈良交通バス「教育大附属中学校」下車、北へ徒歩約10分[11]。
- 近鉄奈良線新大宮駅から北東へ徒歩約20分[11]。

#### 通常学級（本校）校地への通学
通学に際して、生徒は通学路を通るように指導されている。しかし、実際には指定された通学路以外の裏道を通る生徒も多い。この件に関しては学校側から生徒に対したびたび指導がある。自転車通学も学校側からの許可があれば可能であるが、通学範囲（附中から5㎞ - 10㎞の内側）が定められており、家が近すぎても遠すぎても許可されない。また、
- 交通違反をしない。
- 校門前から狭岡神社までの勾配のきつい坂（通称「附中の坂」）は自転車を押して歩く。
- 通学の許可を受けた自転車を他の生徒に貸さない。
- ヘルメットは必ず着用しなければならない。

上記に違反した場合は自転車通学一週間停止となり、2回目違反した場合無期限の自転車登校停止処分となる。

### 特別支援学級
- 市内循環バス「高畑町」下車すぐ（バス停から徒歩で約5分）。

## 関係者組織
- 八重桜会 - 同窓生による組織、同窓会。
- 育桜会 - 保護者と教員による組織、PTA。生徒の健全な育成のために協力し、また親睦を深めることを目的とする。
- 教育後援会 - 在校生・卒業生の保護者、同窓生や元教員による組織。教育環境を整備を目的とし、「教育環境整備費」を募り、学校への財政的な支援を実施[12]。